# Ecnomus ulmeri
Ecnomus ulmeri är en nattsländeart som beskrevs av Martin E. Mosely 1932. Ecnomus ulmeri ingår i släktet Ecnomus och familjen trattnattsländor. Inga underarter finns listade i Catalogue of Life.